# Vasile Zdrenghea
Vasile Zdrenghea (1951) è un ex cestista rumeno.

## Carriera
Con la Romania ha disputato i Campionati europei del 1975.